# Torneo Kurowashiki 2015 (maschile)
Il Torneo Kurowashiki 2015 si è svolto dal 1º al 6 maggio 2015: al torneo hanno partecipato sedici squadre di club, universitarie e scolastiche giapponesi e la vittoria finale è andata per la settima volta ai Suntory Sunbirds.

## Regolamento
La competizione prevede che vi prendano parte 16 squadre. Sono previste due fasi: nella prima si svolge un turno preliminare a gironi, mentre nella seconda si svolgono quarti di finale, semifinali e finale.

## Squadre partecipanti
| - Chūō Daigaku - FC Tokyo - Higashi Fukuoka HS - Kawasaki Red Spirits | - JTEKT Stings - Kinki Daigaku - JT Thunders - Meiji University | - Nippon Taiiku Daigaku - Oita Weisse Adler - Panasonic Panthers - Sakai Blazers | - Suntory Sunbirds - Tokyo Fort Fighters - Toray Arrows - Toyoda Trefuerza |

## Torneo

### Prima fase

#### Gruppo A
| Squadre              | JT Thunders | FC Tokyo | Kawasaki Red Spirits | Meiji University | G | V | P |
| -------------------- | ----------- | -------- | -------------------- | ---------------- | - | - | - |
| JT Thunders          |             | 3 - 0    | 3 - 0                | 3 - 0            | 3 | 3 | 0 |
| FC Tokyo             | 0 - 3       |          | 3 - 0                | 3 - 2            | 3 | 2 | 1 |
| Kawasaki Red Spirits | 0 - 3       | 0 - 3    |                      | 3 - 0            | 3 | 1 | 2 |
| Meiji University     | 0 - 3       | 2 - 3    | 0 - 3                |                  | 3 | 0 | 3 |

#### Gruppo B
| Squadre            | Toray Arrows | Suntory Sunbirds | Chūō Daigaku | Higashi Fukuoka HS | G | V | P |
| ------------------ | ------------ | ---------------- | ------------ | ------------------ | - | - | - |
| Toray Arrows       |              | 3 - 1            | 3 - 1        | 3 - 0              | 3 | 3 | 0 |
| Suntory Sunbirds   | 1 - 3        |                  | 3 - 0        | 3 - 0              | 3 | 2 | 1 |
| Chūō Daigaku       | 1 - 3        | 0 - 3            |              | 3 - 0              | 3 | 1 | 2 |
| Higashi Fukuoka HS | 0 - 3        | 0 - 3            | 0 - 3        |                    | 3 | 0 | 3 |

#### Gruppo C
| Squadre               | JTEKT Stings | Toyoda Trefuerza | Nippon Taiiku Daigaku | Tokyo Fort Fighters | G | V | P |
| --------------------- | ------------ | ---------------- | --------------------- | ------------------- | - | - | - |
| JTEKT Stings          |              | 3 - 1            | 3 - 1                 | 3 - 0               | 3 | 3 | 0 |
| Toyoda Trefuerza      | 1 - 3        |                  | 3 - 0                 | 3 - 1               | 3 | 2 | 1 |
| Nippon Taiiku Daigaku | 1 - 3        | 0 - 3            |                       | 3 - 2               | 3 | 1 | 2 |
| Tokyo Fort Fighters   | 0 - 3        | 1 - 3            | 2 - 3                 |                     | 3 | 0 | 3 |

#### Gruppo D
| Squadre            | Panasonic Panthers | Sakai Blazers | Oita Weisse Adler | Kinki Daigaku | G | V | P |
| ------------------ | ------------------ | ------------- | ----------------- | ------------- | - | - | - |
| Panasonic Panthers |                    | 3 - 1         | 3 - 2             | 3 - 0         | 3 | 3 | 0 |
| Sakai Blazers      | 1 - 3              |               | 3 - 1             | 3 - 0         | 3 | 2 | 1 |
| Oita Weisse Adler  | 2 - 3              | 3 - 1         |                   | 3 - 1         | 3 | 1 | 2 |
| Kinki Daigaku      | 0 - 3              | 0 - 3         | 1 - 3             |               | 3 | 0 | 3 |

#### Squadre qualificate
- JT Thunders
- FC Tokyo
- Toray Arrows
- Suntory Sunbirds
- JTEKT Stings
- Toyoda Trefuerza
- Panasonic Panthers
- Sakai Blazers

### Seconda fase
|  | Quarti di finale   | Quarti di finale   | Quarti di finale   |                    |                  | Semifinali       | Semifinali | Semifinali |  |  | Finale | Finale | Finale |  |
|  |                    |                    |                    |                    |                  |                  |            |            |  |  |        |        |        |  |
|  | JT Thunders        | JT Thunders        | 2                  |                    |                  |                  |            |            |  |  |        |        |        |  |
|  | JT Thunders        | JT Thunders        | 2                  |                    |                  |                  |            |            |  |  |        |        |        |  |
|  | Suntory Sunbirds   | Suntory Sunbirds   | 3                  |                    |                  |                  |            |            |  |  |        |        |        |  |
|  | Suntory Sunbirds   | Suntory Sunbirds   | 3                  |                    | Suntory Sunbirds | Suntory Sunbirds | 3          |            |  |  |        |        |        |  |
|  |                    |                    |                    |                    | Suntory Sunbirds | Suntory Sunbirds | 3          |            |  |  |        |        |        |  |
|  |                    |                    | Panasonic Panthers | Panasonic Panthers | 0                |                  |            |            |  |  |        |        |        |  |
|  | Toyoda Trefuerza   | Toyoda Trefuerza   | Panasonic Panthers | Panasonic Panthers | 0                | 1                |            |            |  |  |        |        |        |  |
|  | Toyoda Trefuerza   | Toyoda Trefuerza   |                    |                    |                  |                  |            |            |  |  |        |        |        |  |
|  | Panasonic Panthers | Panasonic Panthers | 3                  |                    |                  |                  |            |            |  |  |        |        |        |  |
|  | Panasonic Panthers | Panasonic Panthers | 3                  |                    | Suntory Sunbirds | Suntory Sunbirds | 3          |            |  |  |        |        |        |  |
|  |                    |                    |                    |                    |                  |                  |            |            |  |  |        |        |        |  |
|  |                    |                    | Toray Arrows       | Toray Arrows       | 1                |                  |            |            |  |  |        |        |        |  |
|  | JTEKT Stings       | JTEKT Stings       | Toray Arrows       | Toray Arrows       | 1                | 2                |            |            |  |  |        |        |        |  |
|  | JTEKT Stings       | JTEKT Stings       |                    |                    |                  |                  |            |            |  |  |        |        |        |  |
|  | Sakai Blazers      | Sakai Blazers      | 3                  |                    |                  |                  |            |            |  |  |        |        |        |  |
|  | Sakai Blazers      | Sakai Blazers      | 3                  |                    | Sakai Blazers    | Sakai Blazers    | 1          |            |  |  |        |        |        |  |
|  |                    |                    |                    |                    | Sakai Blazers    | Sakai Blazers    | 1          |            |  |  |        |        |        |  |
|  |                    |                    | Toray Arrows       | Toray Arrows       | 3                |                  |            |            |  |  |        |        |        |  |
|  | FC Tokyo           | FC Tokyo           | Toray Arrows       | Toray Arrows       | 3                | 1                |            |            |  |  |        |        |        |  |
|  | FC Tokyo           | FC Tokyo           |                    |                    |                  |                  |            |            |  |  |        |        |        |  |
|  | Toray Arrows       | Toray Arrows       | 3                  |                    |                  |                  |            |            |  |  |        |        |        |  |

#### Quarti di finale
| 4 maggio 2015 Municipal Central Gymnasium, Osaka Durata: ? - Spettatori: ? | JT Thunders      | 2 - 3 | Suntory Sunbirds   | 16-25, 25-19, 25-22, 18-25, 22-24 |
| 4 maggio 2015 Municipal Central Gymnasium, Osaka Durata: ? - Spettatori: ? | Toyoda Trefuerza | 1 - 3 | Panasonic Panthers | 21-25, 25-15, 20-25, 19-25        |
| 4 maggio 2015 Municipal Central Gymnasium, Osaka Durata: ? - Spettatori: ? | JTEKT Stings     | 2 - 3 | Sakai Blazers      | 25-22, 25-22, 23-25, 23-25, 11-15 |
| 4 maggio 2015 Municipal Central Gymnasium, Osaka Durata: ? - Spettatori: ? | FC Tokyo         | 1 - 3 | Toray Arrows       | 23-25, 16-25, 25-20, 21-25        |

##### Semifinali
| 5 maggio 2015 Municipal Central Gymnasium, Osaka Durata: ? - Spettatori: ? | Suntory Sunbirds | 3 - 0 | Panasonic Panthers | 25-20, 25-14, 25-20        |
| 5 maggio 2015 Municipal Central Gymnasium, Osaka Durata: ? - Spettatori: ? | Sakai Blazers    | 1 - 3 | Toray Arrows       | 21-25, 25-22, 22-25, 22-25 |

##### Finale
| 6 maggio 2015 Municipal Central Gymnasium, Osaka Durata: ? - Spettatori: ? | Suntory Sunbirds | 3 - 1 | Toray Arrows | 17-25, 25-22, 25-15, 25-20 |

## Premi individuali
| Premio                     | Giocatore        | Squadra            |
| -------------------------- | ---------------- | ------------------ |
| MVP                        | Evandro Guerra   | Suntory Sunbirds   |
| Miglior spirito combattivo | Dejan Bojović    | Toray Arrows       |
| Miglior esordiente         | Yūki Ishikawa    | Chūō Daigaku       |
| Sestetto ideale            | Evandro Guerra   | Suntory Sunbirds   |
| Sestetto ideale            | Kota Yamamura    | Suntory Sunbirds   |
| Sestetto ideale            | Masashi Kuriyama | Suntory Sunbirds   |
| Sestetto ideale            | Dejan Bojović    | Toray Arrows       |
| Sestetto ideale            | Hidetomo Hoshino | Toray Arrows       |
| Sestetto ideale            | Tatsuya Fukuzawa | Panasonic Panthers |
| Miglior libero             | Taiki Tsurada    | Suntory Sunbirds   |